# 市貝町
市貝町（日语：／ Ichikai machi */?）是日本栃木縣芳賀郡的一個小城鎮。

## 地理
- 山：御岳山（伊許山）、観音山
- 河川：小貝川

## 历史

### 沿革
- 1889年4月1日 - 町村制施行。
  - 市塙村、赤羽村、上根村、多田羅村、石下村、笹原田村等6村合併為市羽村（いちはねむら）。
  - 續谷村、文谷村、田野邊村、杉山村、大谷津村、椎谷村、苅生田村、羽佛村、鹽田村、見上村、竹之内村等11村合併，改制為小貝村（こかいむら）。
- 1954年5月3日 - 市羽村與小貝村合併，更名為市貝村。
- 1972年1月1日 - 市貝村由於町制施行，更名為市貝町。

## 地域

### 教育
- 市貝町立市貝中学校
- 市貝町立赤羽小学校
- 市貝町立市貝小学校
- 市貝町立小貝中央小学校
- 市貝町立小貝南小学校

## 交通

### 鉄道路線
- 真岡鐵道
  - 真岡鐵道真岡線：多田羅站 - 市塙站 - 笹原田站

### 道路
- 一般国道
  - 国道123号（日语：国道123号）
- 縣道（主要地方道）
  - 栃木縣道61号真岡烏山線（日语：栃木県道61号真岡烏山線）
  - 栃木縣道64号宇都宮向田線（日语：栃木県道64号宇都宮向田線）
  - 栃木縣道69号宇都宮茂木線（日语：栃木県道69号宇都宮茂木線）

## 觀光勝地
- 真岡鐵道（SL）
- 芳那水晶湖・芝櫻公園

## 外部連結
- 市貝町的官方網站（日語） （页面存档备份，存于）